# Argia joergenseni
Argia joergenseni är en trollsländeart som beskrevs av Friedrich Ris 1913. Argia joergenseni ingår i släktet Argia och familjen dammflicksländor. Inga underarter finns listade i Catalogue of Life.